# 科斯塔斯·安戴托昆波
康斯坦丁諾斯·恩杜布伊西·安戴托昆波（希臘語：Κωνσταντίνος Εντουμπουίσι Αντετοκούνμπο，羅馬化：Konstantinos Ndubuisi Antetokounmpo，1997年11月20日—），生於希臘，為揚尼斯和薩納西斯的弟弟，因此得到綽號「字母弟」。

## 早年生涯
安戴托昆波出生於希臘的雅典。早年即開始與菲拉斯蒂科斯籃球俱樂部的青年隊進行籃球訓練。

## 高中時期
在他的哥哥揚尼斯於2013年NBA選秀大會被密爾瓦基公鹿選中後，科斯塔斯以及他的父母和弟弟亞歷克斯搬到了密爾沃基。他進入威斯康辛州懷特菲爾灣的多明尼加高中就讀，作為一名前鋒，安戴托昆波帶領高中校隊獲得州錦標賽冠軍。

## 大學時期
高中畢業後，安戴托昆波承諾進入戴頓大學就讀，並效力於戴頓大學飛人隊。在2017–18賽季初，安戴托昆波展現不錯的體能和天賦潛力，但之後出場時間就不太固定，他在戴頓大學的場均出場時間只有15分鐘，時而先發時而替補並非是球隊絕對主力，平均5.2分、2.9籃板、0.4助攻以及1.1阻攻。
2018年3月22日，安戴托昆波宣布參加2018年NBA選秀。他表示：「我已經決定開啟我的人生和籃球生涯的新篇章。我想感謝戴頓大學和隊友們以及所有同學對我的支持！我會永遠為自己成為戴頓大學的一員感到驕傲！」。

### 大學統計數據
| 賽季    | 大學     | 上場次數 | 先發次數 | 上場時間 | 投篮命中率 | 三分球命中率 | 罚球命中率 | 篮板 | 助攻 | 抄截 | 阻攻 | 得分 |
| ------- | -------- | -------- | -------- | -------- | ---------- | ------------ | ---------- | ---- | ---- | ---- | ---- | ---- |
| 2017–18 | 戴頓大學 | 29       | 6        | 15.1     | 57.4       | 13.3         | 51.6       | 2.9  | 0.4  | 0.2  | 1.1  | 5.2  |
| 生涯    |          | 29       | 6        | 15.1     | 57.4       | 13.3         | 51.6       | 2.9  | 0.4  | 0.2  | 1.1  | 5.2  |

## 職業生涯

### 達拉斯獨行俠（2018−2019）
2018年3月22日，安戴托昆波宣布將參加2018年NBA選秀。2018年5月4日，他成為參加NBA聯合體測的69名待選球員之一。體測結束後，外界推估安戴托昆波將和他哥哥薩納西斯·安戴托昆波一樣落到第二輪才被選中。在被费城76人選中後，他立即被交易至達拉斯獨行俠。由於安戴托昆波在夏季聯賽中的表現給獨行俠留下了深刻印象，因此獨行俠在7月14日和安戴托昆波簽下了一份雙向合约。在執行合約期間，獨行俠將安戴托昆波下放至發展聯盟的附屬球隊德克薩斯傳奇。

### 洛杉磯湖人（2019−2021）
2019年7月22日，安戴托昆波和洛杉磯湖人簽下了一份雙向合约。

### 阿斯維爾（2021−2022）
2021年7月16日，安戴托昆波與法國LNB職業籃球聯賽和歐洲聯賽的ASVEL Basket簽約。

### 風城公牛（2022）
2022年10月14日，安戴托昆波與芝加哥公牛簽下了一份雙向合約。

## 國家隊生涯
安戴托昆波身為希臘U20國家男子籃球隊的成員，他曾隨隊於歐洲U20籃球錦標賽乙級聯賽中獲得銅牌。比賽期間，安戴托昆波場均得到1.3分、1.8籃板和0.3助攻。

## 個人軼事
- 安戴托昆波出生於希臘的雅典，父母均為來自奈及利亞的移民。他於2016年正式取得完整的希臘的公民資格。[10]在此之前，他和他的弟弟亞歷克斯（英语：Alex Antetokounmpo）只能透過於2013年6月取得的奈及利亞護照獲得簽證才能合法進入美國。[11]

- 安戴托昆波已故的父親查爾斯（Charles Antetokounmpo）曾是奈及利亞的足球運動員，而他的母親薇羅妮卡（veronica Antetokounmpo）則是一名跳高運動員。[12]查爾斯於2017年9月去世，享年54歲。[13]他的大哥弗朗西斯（Francis Antetokounmpo）是職業足球運動員。二哥薩納西斯曾在2016年效力紐約尼克，和三哥揚尼斯一同效力於NBA球隊密爾瓦基公鹿。

## 外部連結
- 科斯塔斯·安戴托昆波在fiba.basketball（英语）
- 科斯塔斯·安戴托昆波在NBA官網（英语）
- 科斯塔斯·安戴托昆波在NBA G聯盟官網（英语）
- 科斯塔斯·安戴托昆波在歐洲籃球聯賽官網（英语）
- 科斯塔斯·安戴托昆波在西班牙篮球甲级联赛官網（球員）（西班牙语）
- 科斯塔斯·安戴托昆波在TBLStat.net（英语）
- 科斯塔斯·安戴托昆波在Basketball-Reference.com（NBA）（英语）
- 科斯塔斯·安戴托昆波在Basketball-Reference.com（NBA G聯盟）（英语）
- 科斯塔斯·安戴托昆波在Basketball-Reference.com（國際）（英语）
- 科斯塔斯·安戴托昆波在Sports-Reference.com（NCAA）（英语）
- 科斯塔斯·安戴托昆波在ESPN（NBA）（英语）
- 科斯塔斯·安戴托昆波在Eurobasket.com（球員）（英语）
- 科斯塔斯·安戴托昆波在Proballers（英语）
- 科斯塔斯·安戴托昆波在RealGM（英语）